# Industrias La Constancia
Industrias La Constancia est la plus grande brasserie du Salvador, fondée en 1903.
Elle domine une grande partie du marché d'exportation salvadorienne dans le domaine de la bière et de l'eau en bouteille. Depuis 2005, la société est devenue une partie de la deuxième plus grande brasserie dans le monde, SABMiller. En 2023 elle possède trois usines au Salvador et une dizaine de centres distributeurs.
Sa marque phare est Pilsener de El Salvador, la bière qui a reçu de nombreux prix au niveau national et international.
Elle prétend dès 2018 compenser la totalité de l'eau qu'elle utilise. Elle se targue d'être en 2023 la première société salvadorienne « macro-entrepreneuriale » ; elle met notamment en avant l'utilisation de la seule énergie solaire par ses usines et sa responsabilité sociale vis-à-vis de ses fournisseurs, employés et clients.